# Філіп Рашлей (1729–1811)
Філіп Рашлей ІІІ (28 грудня 1729 — 26 червня 1811 р.) — Член Лондонського Королівського Товариства. 	Член 1-го, 12-го, 13-го, 14-го, 15-го, 16-го, 17-го, 18-го Парламентів Сполученого Королівства.
Походив зі значного роду. Спадкоємець депутата парламенту Джонатана Рашлея III (1693—1764 рр.). Вчився у Новому коледжі Оксфорда. Знання мінералогії використав у галузі антикваріату. Першим виявив мінерал Бурноніт, який назвав "Endellionit" (надалі мінерал було переназвано).

## Інтернет-ресурси
- Mineralogical Record gallery of illustration of the Rashleigh collection